# Virginia Lancers
Die Virginia Lancers waren ein US-amerikanisches Eishockeyfranchise aus Vinton, Virginia, das unter anderem von 1988 bis 1993 in der East Coast Hockey League spielte. Ihre Heimspiele trugen die Lancers im Vinton Sports Complex aus.

## Geschichte
Das Franchise der Nashville South Stars aus der Atlantic Coast Hockey League wurde im Laufe der Saison 1983/84 nach Vinton, Virginia, umgesiedelt und erhielt den Namen Virginia Lancers. Die Lancers spielten bis zur Auflösung der ACHL im Anschluss an die Saison 1986/87 in dieser und erreichten ihren größten Erfolg in eben jener letzten ACHL-Spielzeit als sie zunächst die beste Mannschaft der regulären Saison waren und anschließend die Bob Payne Trophy als ACHL-Meister gewannen. Die Saison 1987/88 verbrachten die Lancers in der All-American Hockey League, wechselten jedoch zur folgenden Spielzeit als Gründungsmitglied in die East Coast Hockey League.
Cheftrainer wurde Kevin Willison. In ihrer ersten ECHL-Saison verpassten die Lancers die Play-offs, in der Folge wurde Willison durch Dave Allison ersetzt. In der folgenden Saison verbesserten sich die Ergebnisse und die Lancers qualifizierten sich für die Play-offs. In der ersten Runde unterlag die Mannschaft in vier Spielen gegen die Greensboro Monarchs und schied aus dem Wettbewerb aus. Daraufhin wurde das Franchise unter dem Namen Roanoke Valley Rebels weitergeführt. Diese spielte von 1990 bis 1992 in der ECHL mit mäßigem Erfolg, ein Mal qualifizierte sich die Mannschaft für die Play-offs und schied in der ersten Runde aus. Ein Jahr später folgte eine weitere Namensänderung und die Mannschaft lief als Roanoke Valley Rampage aufs Eis. In ihrer einzigen Saison unter diesem Namen wurden die Play-offs verpasst. 1993 wurde das Franchise nach Huntsville, Alabama umgesiedelt, wo es unter dem Namen Huntsville Blast weiter am Spielbetrieb der ECHL teilnahm.

## Team-Rekorde (ECHL)

### Karriererekorde
Spiele: 117  Bill Whitfield
Tore: 75  Mike Chighisola
Assists: 64  Mike Chighisola
Punkte: 	139  Mike Chighisola
Strafminuten: 366  Greg Neish

## Ehemalige Spieler
- Andrej Kawaljou
- / Tim Schnobrich
- John Tortorella